# One Park Drive

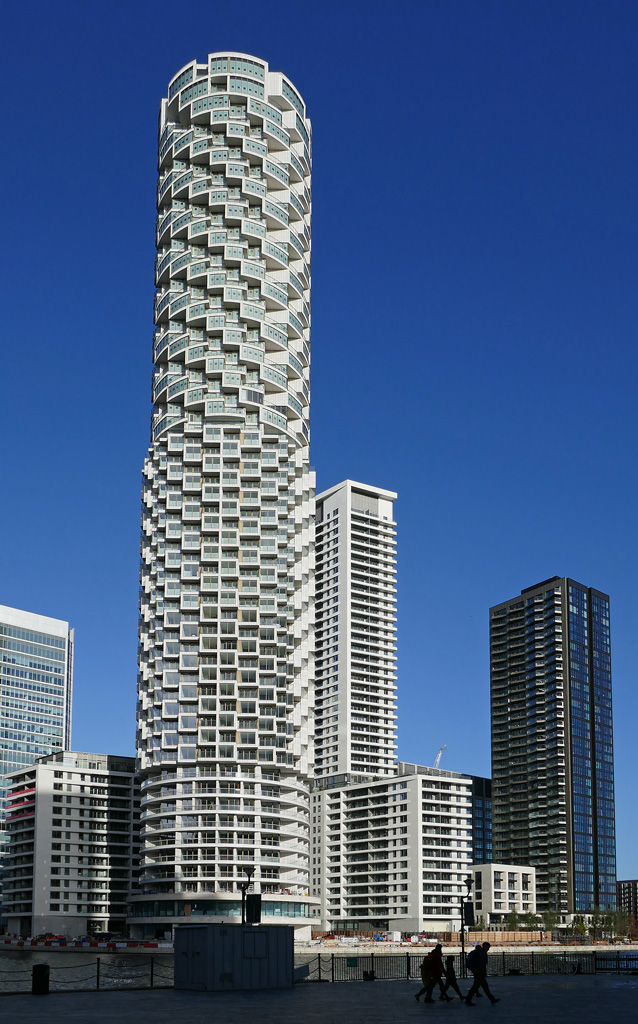

One Park Drive是位於英國倫敦道格斯島金絲雀碼頭的一座超高層公寓。這座建築的設計者是赫爾佐格和德梅隆。公寓有58層，共471戶。該建築也是英國第九高的建築。